# Stara Mohîlnîțea, Terebovlea
Stara Mohîlnîțea (în ucraineană Стара Могильниця) este un sat în comuna Nova Mohîlnîțea din raionul Terebovlea, regiunea Ternopil, Ucraina.

## Demografie
Componența lingvistică a localității Stara Mohîlnîțea
     Ucraineană (99,84%)
     Alte limbi (0,16%)
Conform recensământului din 2001, majoritatea populației localității Stara Mohîlnîțea era vorbitoare de ucraineană (99,84%), existând în minoritate și vorbitori de alte limbi.